# Joseph-Henri Léveillé
Joseph-Henri Léveillé, född den 28 maj 1796 i Crux-la-Ville, död den 3 februari 1870 i Paris, var en fransk läkare och mykolog.
Léveillé studerade medicin och mykologi vid Paris universitet där han promoverades 1824. I artikeln Sur le hymenium des champignons 1837 introducerade han termerna basidium och cystidium, samt konstaterade basidiernas roll vid sporbildningen. Detta ledde till att han 1846 föreslog uppdelningen i basidiesvampar och sporsäcksvampar. Han upptäckte också att sklerotier inte var självständiga organismer, som man tidigare trott, utan sporalstrande organ hos svampen som åstadkom dem.
Auktorsnamnet Lév. kan användas för Joseph-Henri Léveillé i samband med ett vetenskapligt namn inom botaniken; se Wikipediaartiklar som länkar till auktorsnamnet.

## Verk
- Sur le hymenium des champignons, 1837
- Memoire sur le genre Sclerotium, 1843
- Considérations mycologiques, suivies d'une nouvelle classification des champignons, 1846
- Iconographie des Champignons de Paulet, 1855